# مطوية

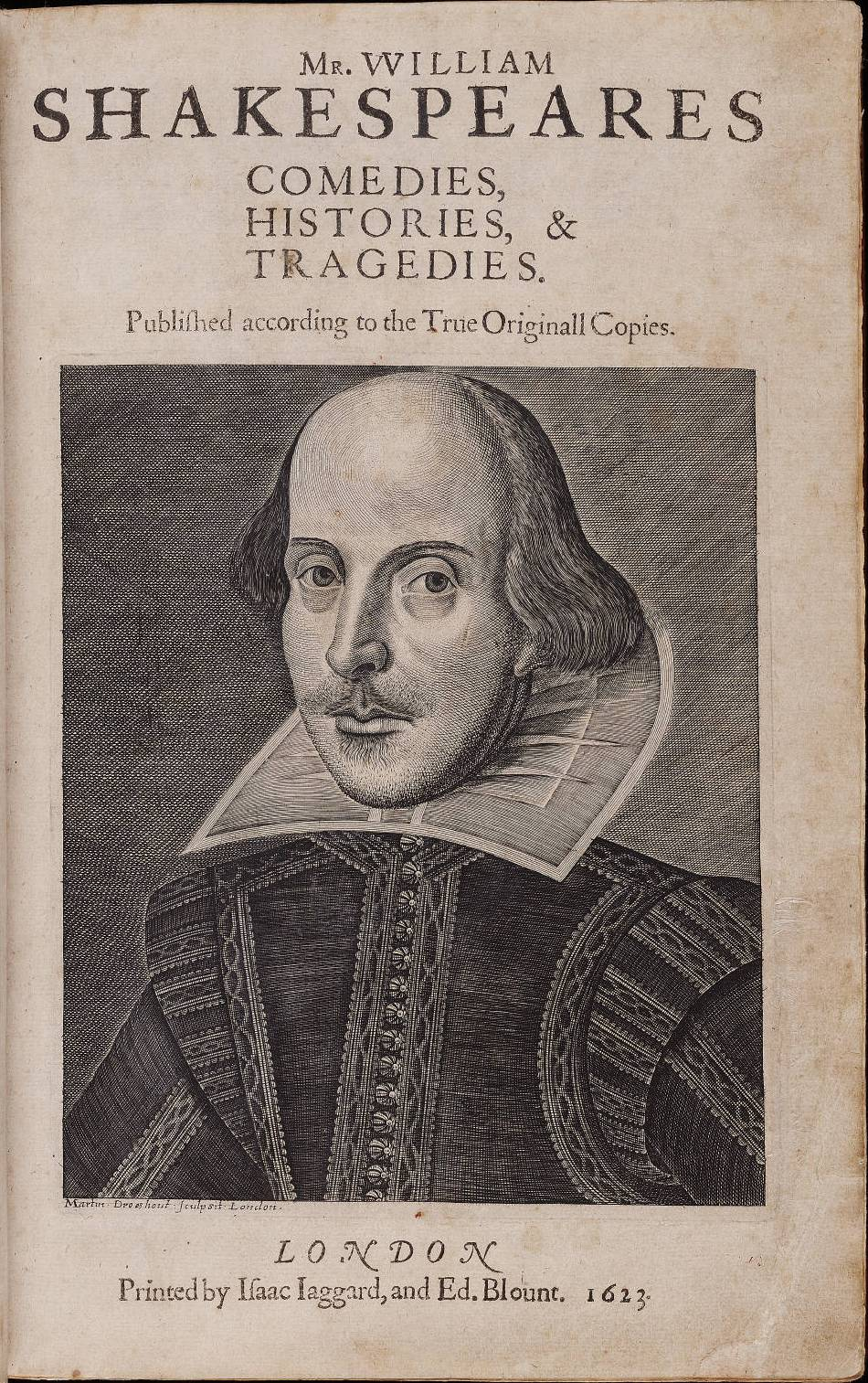
صفحة الغلاف للمطوية الأولى لشكسبير، 1623

مصطلح مطوية في اللغة العربية شاع استخدامه للدلالة على الورق المطوي دون تغليف ويطلق عليه في اللغة الإنجليزية (بالإنجليزية: folio)‏ و المأخوذه من الكلمة اللاتينية (باللاتينية: folium) والتي تعني ورقة،.
تستخدم كلمة مطوية بثلاث معاني مترابطة ولكن متميزة في عالم الكتب والطباعة.أولا هي مصطلح لطريقة مشتركة لترتيب أوراق من الورق في شكل كتاب تطوى أوراقه مرة واحدة فقط. وثانيا، هي مصطلح عام لورقة أو صفحة في المخطوطات والكتب القديمة، وثالثا، مصطلح تقريبي لحجم كتاب ما.

## أصل الكلمة في اللغة العربية
مطوية هي مؤنث مَطْوِيٌّ وهو اسم مفعول من طَوَى، يقال وَرَقٌ مَطْوِيٌّ أي ملفوف، والطَّيُّ هو نَقِيضُ النَّشْرِ ،يقال طَوَيْته طَيّاً وطِيَّةً.